# Taraxacum bessarabicum
Taraxacum bessarabicum là một loài thực vật có hoa trong họ Cúc. Loài này được (Hornem.) Hand.-Mazz. miêu tả khoa học đầu tiên năm 1907.